# Other Men's Women
Other Men's Women is een Amerikaanse dramafilm uit 1931 onder regie van William A. Wellman.

## Verhaal
De spoorwegingenieur Bill wordt verliefd op Lily, de vrouw van zijn collega Jack. Als de beide mannen vechten om Lily, verliest Jack zijn gezichtsvermogen. Later sterft Jack in een poging om Bill het leven te redden tijdens een hevige storm.

## Rolverdeling
| Acteur               | Personage   |
| -------------------- | ----------- |
| Grant Withers        | Bill        |
| Mary Astor           | Lily        |
| Regis Toomey         | Jack        |
| James Cagney         | Ed          |
| Fred Kohler          | Haley       |
| J. Farrell MacDonald | Mankepoot   |
| Joan Blondell        | Marie       |
| Lillian Worth        | Serveerster |
| Walter Long          | Bixby       |